# Coppa di Russia 2014 (pallavolo femminile)
La Coppa di Russia 2014 si è svolta dal 3 novembre al 29 dicembre 2014: al torneo hanno partecipato 20 squadre di club russe e la vittoria finale è andata per seconda volta alla Ženskij volejbol'nyj klub Dinamo Krasnodar.

## Regolamento
La competizione è divisa in due fasi: nella prima fase le squadre sono divise in quattro gruppi, dai quali passano al turno successivo 6 club, le prime quattro classificate e le due migliori seconde; in Final Six le squadre sono divise in due gruppi da tre squadre, con le prime due classificate che si incrociano in semifinale; le vincitrici accedono alla finale, mentre le due perdenti prendono parte alla finale per il terzo posto.

## Squadre partecipanti
| - Avtodor-Metar - Dinamo-Kazan - Dinamo Krasnodar - Dinamo Mosca - Enisej | - Fortuna Irkutsk - Leningradka - Olimp Kujbyšev - Omička - Politech Kursk | - Primoročka - Proton - Sachalin - Severjanka - Sparta | - Tjumen - Ufimočka - Uraločka - Voronež - Zareč'e Odincovo |

## Torneo

### Fase preliminare
| Zona 1          | Zona 2        | Zona 3           | Zona 4           |
| --------------- | ------------- | ---------------- | ---------------- |
| Dinamo-Kazan    | Avtodor-Metar | Leningradka      | Dinamo Krasnodar |
| Fortuna Irkutsk | Dinamo Mosca  | Omička           | Olimp Kujbyšev   |
| Politech Kursk  | Enisej        | Sachalin         | Severjanka       |
| Proton          | Primoročka    | Sparta           | Uraločka         |
| Ufimočka        | Tjumen        | Zareč'e Odincovo | Voronež          |

#### Zona 1

##### Risultati
| 3 novembre 2014 , Balakovo Durata: - Spettatori: | Proton          | 3 - 0 | Fortuna Irkutsk | 25-15, 25-20, 25-12              |
| 3 novembre 2014 , Balakovo Durata: - Spettatori: | Ufimočka        | 0 - 3 | Politech Kursk  | 17-25, 18-25, 24-26              |
| 4 novembre 2014 , Balakovo Durata: - Spettatori: | Dinamo-Kazan    | 3 - 0 | Proton          | 25-15, 25-19, 25-10              |
| 4 novembre 2014 , Balakovo Durata: - Spettatori: | Fortuna Irkutsk | 3 - 1 | Ufimočka        | 23-25, 25-21, 25-19, 25-13       |
| 5 novembre 2014 , Balakovo Durata: - Spettatori: | Politech Kursk  | 3 - 1 | Fortuna Irkutsk | 25-18, 19-25, 25-21, 25-17       |
| 5 novembre 2014 , Balakovo Durata: - Spettatori: | Ufimočka        | 0 - 3 | Dinamo-Kazan    | 15-25, 19-25, 6-25               |
| 6 novembre 2014 , Balakovo Durata: - Spettatori: | Proton          | 3 - 0 | Ufimočka        | 25-8, 25-12, 25-12               |
| 6 novembre 2014 , Balakovo Durata: - Spettatori: | Dinamo-Kazan    | 3 - 0 | Politech Kursk  | 25-16, 25-19, 25-14              |
| 7 novembre 2014 , Balakovo Durata: - Spettatori: | Politech Kursk  | 2 - 3 | Proton          | 12-25, 25-17, 29-27, 23-25, 8-15 |
| 7 novembre 2014 , Balakovo Durata: - Spettatori: | Fortuna Irkutsk | 0 - 3 | Dinamo-Kazan    | 15-25, 26-28, 16-25              |

##### Classifica
| Pos | Squadra         | Pt | G | V | P | SV | SP | Ratio | PF | PS | Ratio |
| --- | --------------- | -- | - | - | - | -- | -- | ----- | -- | -- | ----- |
| 1   | Dinamo-Kazan    | 12 | 4 | 4 | 0 | 12 | 0  | -     | -  | -  | -     |
| 2   | Proton          | 8  | 4 | 3 | 1 | 9  | 5  | -     | -  | -  | -     |
| 3   | Politech Kursk  | 7  | 4 | 2 | 2 | 8  | 7  | -     | -  | -  | -     |
| 4   | Fortuna Irkutsk | 3  | 4 | 1 | 3 | 4  | 10 | -     | -  | -  | -     |
| 5   | Ufimočka        | 0  | 4 | 0 | 4 | 1  | 12 | -     | -  | -  | -     |

#### Zona 2

##### Risultati
| 3 novembre 2014 , Tjumen' Durata: - Spettatori: | Tjumen        | 0 - 3 | Primoročka    | 9-25, 10-25, 24-26                |
| 3 novembre 2014 , Tjumen' Durata: - Spettatori: | Avtodor-Metar | 3 - 2 | Enisej        | 25-19, 25-19, 17-25, 20-25, 15-12 |
| 4 novembre 2014 , Tjumen' Durata: - Spettatori: | Dinamo Mosca  | 3 - 0 | Tjumen        | 25-11, 25-7, 25-18                |
| 4 novembre 2014 , Tjumen' Durata: - Spettatori: | Primoročka    | 3 - 0 | Avtodor-Metar | 25-14, 25-15, 25-21               |
| 5 novembre 2014 , Tjumen' Durata: - Spettatori: | Enisej        | 3 - 2 | Primoročka    | 25-23, 25-27, 25-22, 18-25, 15-13 |
| 5 novembre 2014 , Tjumen' Durata: - Spettatori: | Avtodor-Metar | 0 - 3 | Dinamo Mosca  | 16-25, 15-25, 14-25               |
| 6 novembre 2014 , Tjumen' Durata: - Spettatori: | Tjumen        | 0 - 3 | Avtodor-Metar | 8-25, 11-25, 15-25                |
| 6 novembre 2014 , Tjumen' Durata: - Spettatori: | Dinamo Mosca  | 3 - 0 | Enisej        | 25-14, 25-22, 25-12               |
| 7 novembre 2014 , Tjumen' Durata: - Spettatori: | Enisej        | 3 - 0 | Tjumen        | 25-14, 25-11, 25-12               |
| 7 novembre 2014 , Tjumen' Durata: - Spettatori: | Primoročka    | 0 - 3 | Dinamo Mosca  | 8-25, 20-25, 15-25                |

##### Classifica
| Pos | Squadra       | Pt | G | V | P | SV | SP | Ratio | PF | PS | Ratio |
| --- | ------------- | -- | - | - | - | -- | -- | ----- | -- | -- | ----- |
| 1   | Dinamo Mosca  | 12 | 4 | 4 | 0 | 12 | 0  | -     | -  | -  | -     |
| 2   | Primoročka    | 7  | 4 | 2 | 2 | 8  | 6  | -     | -  | -  | -     |
| 3   | Enisej        | 6  | 4 | 2 | 2 | 8  | 8  | -     | -  | -  | -     |
| 4   | Avtodor-Metar | 5  | 4 | 2 | 2 | 6  | 8  | -     | -  | -  | -     |
| 5   | Tjumen        | 0  | 4 | 0 | 4 | 0  | 12 | -     | -  | -  | -     |

#### Zona 3

##### Risultati
| 3 novembre 2014 , Nižnij Novgorod Durata: - Spettatori: | Zareč'e Odincovo | 3 - 0 | Sparta           | 25-23, 25-15, 25-15              |
| 3 novembre 2014 , Nižnij Novgorod Durata: - Spettatori: | Leningradka      | 2 - 3 | Sachalin         | 23-25, 19-25, 25-22, 25-22, 8-15 |
| 4 novembre 2014 , Nižnij Novgorod Durata: - Spettatori: | Sparta           | 1 - 3 | Leningradka      | 25-19, 12-25, 19-25, 17-25       |
| 4 novembre 2014 , Nižnij Novgorod Durata: - Spettatori: | Omička           | 3 - 1 | Zareč'e Odincovo | 25-16, 25-15, 22-25, 25-21       |
| 5 novembre 2014 , Nižnij Novgorod Durata: - Spettatori: | Sachalin         | 1 - 3 | Sparta           | 20-25, 24-26, 27-25, 22-25       |
| 5 novembre 2014 , Nižnij Novgorod Durata: - Spettatori: | Leningradka      | 0 - 3 | Omička           | 8-25, 20-25, 14-25               |
| 6 novembre 2014 , Nižnij Novgorod Durata: - Spettatori: | Zareč'e Odincovo | 2 - 3 | Leningradka      | 14-25, 25-16, 23-25, 25-17, 8-15 |
| 6 novembre 2014 , Nižnij Novgorod Durata: - Spettatori: | Omička           | 3 - 0 | Sachalin         | 25-9, 25-13, 25-19               |
| 7 novembre 2014 , Nižnij Novgorod Durata: - Spettatori: | Sparta           | 0 - 3 | Omička           | 16-25, 24-26, 22-25              |
| 7 novembre 2014 , Nižnij Novgorod Durata: - Spettatori: | Sachalin         | 1 - 3 | Zareč'e Odincovo | 12-25, 22-25, 25-22, 22-25       |

##### Classifica
| Pos | Squadra          | Pt | G | V | P | SV | SP | Ratio | PF | PS | Ratio |
| --- | ---------------- | -- | - | - | - | -- | -- | ----- | -- | -- | ----- |
| 1   | Omička           | 12 | 4 | 4 | 0 | 12 | 1  | -     | -  | -  | -     |
| 2   | Zareč'e Odincovo | 7  | 4 | 2 | 2 | 9  | 7  | -     | -  | -  | -     |
| 3   | Leningradka      | 6  | 4 | 2 | 2 | 8  | 9  | -     | -  | -  | -     |
| 4   | Sparta           | 3  | 4 | 1 | 3 | 4  | 10 | -     | -  | -  | -     |
| 5   | Sachalin         | 2  | 4 | 1 | 3 | 5  | 11 | -     | -  | -  | -     |

#### Zona 4

##### Risultati
| 3 novembre 2014 , Balakovo Durata: - Spettatori: | Severjanka       | 3 - 0 | Voronež          | 25-20, 25-15, 25-15        |
| 3 novembre 2014 , Balakovo Durata: - Spettatori: | Uraločka         | 0 - 3 | Olimp Kujbyšev   | 25-14, 25-16, 25-13        |
| 4 novembre 2014 , Balakovo Durata: - Spettatori: | Olimp Kujbyšev   | 3 - 0 | Severjanka       | 14-25, 16-25, 25-22, 14-25 |
| 4 novembre 2014 , Balakovo Durata: - Spettatori: | Dinamo Krasnodar | 3 - 1 | Uraločka         | 20-25, 29-27, 25-15, 25-18 |
| 5 novembre 2014 , Balakovo Durata: - Spettatori: | Severjanka       | 3 - 1 | Dinamo Krasnodar | 19-25, 19-25, 21-25        |
| 5 novembre 2014 , Balakovo Durata: - Spettatori: | Voronež          | 0 - 3 | Olimp Kujbyšev   | 25-22, 26-24, 20-25, 25-17 |
| 6 novembre 2014 , Balakovo Durata: - Spettatori: | Uraločka         | 3 - 0 | Severjanka       | 17-25, 21-25, 15-25        |
| 6 novembre 2014 , Balakovo Durata: - Spettatori: | Dinamo Krasnodar | 3 - 0 | Voronež          | 25-19, 25-16, 25-12        |
| 7 novembre 2014 , Balakovo Durata: - Spettatori: | Olimp Kujbyšev   | 2 - 3 | Dinamo Krasnodar | 13-25, 24-26, 17-25        |
| 7 novembre 2014 , Balakovo Durata: - Spettatori: | Voronež          | 0 - 3 | Uraločka         | 25-20, 27-25, 25-12        |

##### Classifica
| Pos | Squadra          | Pt | G | V | P | SV | SP | Ratio | PF | PS | Ratio |
| --- | ---------------- | -- | - | - | - | -- | -- | ----- | -- | -- | ----- |
| 1   | Dinamo Krasnodar | 12 | 4 | 4 | 0 | 12 | 1  | -     | -  | -  | -     |
| 2   | Severjanka       | 9  | 4 | 3 | 1 | 9  | 4  | -     | -  | -  | -     |
| 3   | Voronež          | 6  | 4 | 2 | 2 | 6  | 7  | -     | -  | -  | -     |
| 4   | Uraločka         | 3  | 4 | 1 | 3 | 4  | 9  | -     | -  | -  | -     |
| 5   | Olimp Kujbyšev   | 0  | 4 | 0 | 4 | 2  | 12 | -     | -  | -  | -     |

### Final Six
| Gruppo A         | Gruppo B     |
| ---------------- | ------------ |
| Dinamo-Kazan     | Dinamo Mosca |
| Dinamo Krasnodar | Omička       |
| Proton           | Severjanka   |

#### Gruppo A

##### Risultati
| 25 dicembre 2014 Sportkompleks Olimp, Krasnodar Durata: ? - Spettatori: ? | Dinamo-Kazan     | 3 - 1 | Dinamo Krasnodar | 20-25, 25-20, 25-20, 25-22        |
| 26 dicembre 2014 Sportkompleks Olimp, Krasnodar Durata: ? - Spettatori: ? | Proton           | 2 - 3 | Dinamo-Kazan     | 19-25, 20-25, 25-19, 25-19, 11-15 |
| 27 dicembre 2014 Sportkompleks Olimp, Krasnodar Durata: ? - Spettatori: ? | Dinamo Krasnodar | 3 - 1 | Proton           | 21-25, 25-11, 25-11, 25-17        |

##### Classifica
| Pos | Squadra          | Pt | G | V | P | SV | SP | Ratio | PF | PS | Ratio |
| --- | ---------------- | -- | - | - | - | -- | -- | ----- | -- | -- | ----- |
| 1   | Dinamo-Kazan     | 5  | 2 | 2 | 0 | 6  | 3  | -     | -  | -  | -     |
| 2   | Dinamo Krasnodar | 3  | 2 | 1 | 1 | 4  | 4  | -     | -  | -  | -     |
| 3   | Proton           | 1  | 2 | 0 | 2 | 3  | 6  | -     | -  | -  | -     |

#### Gruppo B

##### Risultati
| 25 dicembre 2014 Sportkompleks Olimp, Krasnodar Durata: ? - Spettatori: ? | Dinamo Mosca | 3 - 0 | Omička       | 25-22, 25-14, 25-14        |
| 26 dicembre 2014 Sportkompleks Olimp, Krasnodar Durata: ? - Spettatori: ? | Severjanka   | 1 - 3 | Dinamo Mosca | 12-25, 25-19, 25-27, 14-25 |
| 27 dicembre 2014 Sportkompleks Olimp, Krasnodar Durata: ? - Spettatori: ? | Omička       | 3 - 1 | Severjanka   | 22-25, 25-16, 25-21, 25-21 |

##### Classifica
| Pos | Squadra      | Pt | G | V | P | SV | SP | Ratio | PF | PS | Ratio |
| --- | ------------ | -- | - | - | - | -- | -- | ----- | -- | -- | ----- |
| 1   | Dinamo Mosca | 6  | 2 | 2 | 0 | 6  | 1  | -     | -  | -  | -     |
| 2   | Omička       | 3  | 2 | 1 | 1 | 3  | 4  | -     | -  | -  | -     |
| 3   | Severjanka   | 0  | 2 | 0 | 2 | 2  | 6  | -     | -  | -  | -     |

#### Semifinali e finale
|  | Semifinali       | Semifinali       | Semifinali |        |                  | 1º/2º posto      | 1º/2º posto  | 1º/2º posto |  |
|  |                  |                  |            |        |                  |                  |              |             |  |
|  | Dinamo Krasnodar | Dinamo Krasnodar | 3          |        |                  |                  |              |             |  |
|  | Dinamo Krasnodar | Dinamo Krasnodar | 3          |        |                  |                  |              |             |  |
|  | Dinamo Mosca     | Dinamo Mosca     | 1          |        |                  |                  |              |             |  |
|  | Dinamo Mosca     | Dinamo Mosca     | 1          |        | Dinamo Krasnodar | Dinamo Krasnodar | 3            |             |  |
|  |                  |                  |            |        | Dinamo Krasnodar | Dinamo Krasnodar | 3            |             |  |
|  |                  |                  | Omička     | Omička | 2                |                  |              |             |  |
|  | Dinamo-Kazan     | Dinamo-Kazan     | Omička     | Omička | 2                | 1                |              |             |  |
|  | Dinamo-Kazan     | Dinamo-Kazan     |            |        |                  | 1                |              |             |  |
|  | Omička           | Omička           | 3          |        |                  | 3º/4º posto      | 3º/4º posto  | 3º/4º posto |  |
|  | Omička           | Omička           | 3          |        |                  |                  |              |             |  |
|  |                  |                  |            |        |                  |                  |              |             |  |
|  |                  |                  |            |        |                  | Dinamo Mosca     | Dinamo Mosca | 3           |  |
|  |                  |                  |            |        |                  | Dinamo Mosca     | Dinamo Mosca | 3           |  |
|  |                  |                  |            |        |                  | Dinamo-Kazan     | Dinamo-Kazan | 1           |  |

##### Semifinali
| 28 dicembre 2014 Sportkompleks Olimp, Krasnodar Durata: ? - Spettatori: ? | Dinamo Krasnodar | 3 - 1 | Dinamo Mosca | 22-25, 25-18, 25-18, 30-28 |
| 28 dicembre 2014 Sportkompleks Olimp, Krasnodar Durata: ? - Spettatori: ? | Dinamo-Kazan     | 1 - 3 | Omička       | 25-19, 18-25, 22-25, 23-25 |

##### Finale 3º posto
| 29 dicembre 2014 Sportkompleks Olimp, Krasnodar Durata: ? - Spettatori: ? | Dinamo-Kazan | 1 - 3 | Dinamo Mosca | 16-25, 15-25, 25-18, 13-25 |

##### Finale
| 29 dicembre 2014 Sportkompleks Olimp, Krasnodar Durata: ? - Spettatori: ? | Omička | 2 - 3 | Dinamo Krasnodar | 28-26, 22-25, 20-25, 25-19, 11-15 |

## Premi individuali
| Premio                | Giocatore          | Squadra          |
| --------------------- | ------------------ | ---------------- |
| MVP                   | Josefa de Souza    | Dinamo Krasnodar |
| Miglior realizzatrice | Julija Kutjukova   | Omička           |
| Miglior attaccante    | Ljubov' Sokolova   | Dinamo Krasnodar |
| Miglior muro          | Natal'ja Dianskaja | Dinamo Krasnodar |
| Miglior servizio      | Dar'ja Stoljarova  | Omička           |
| Miglior palleggiatore | Josefa de Souza    | Dinamo Krasnodar |
| Migliore libero       | Anna Malova        | Dinamo Mosca     |